# Sebastián Martos
Sebastián Martos Roa (Huelma, 20 giugno 1989) è un mezzofondista e siepista spagnolo.
In carriera è stato campione europeo under 23 nei 3000 metri siepi ad Ostrava 2011.

## Biografia
Nell'estate del 2017 rappresenta la Spagna agli europei a squadre di Lilla, dove ottiene un secondo posto nei 3000 metri siepi (8'27"46) dietro al francese Mahiedine Mekhissi-Benabbad (8'26"71).

## Progressione

### 3000 metri siepi
| Stagione | Risultato | Luogo       | Data      | Rank. Mond. |
| -------- | --------- | ----------- | --------- | ----------- |
| 2017     | 8'20"43   | Huelva      | 14-6-2017 |             |
| 2016     | 8'19"33   | Monaco      | 15-7-2016 |             |
| 2015     | 8'22"38   | Saint-Denis | 4-7-2015  |             |
| 2014     | 8'18"31   | Huelva      | 12-6-2014 |             |
| 2013     | 8'22"97   | Huelva      | 12-6-2013 |             |
| 2012     | 8'26"00   | Mataró      | 8-7-2012  |             |
| 2011     | 8'23"02   | Huelva      | 2-6-2011  |             |
| 2008     | 8'55"11   | Barcellona  | 1-6-2008  |             |

## Palmarès
| Anno | Manifestazione    | Sede           | Evento       | Risultato | Prestazione | Note |
| ---- | ----------------- | -------------- | ------------ | --------- | ----------- | ---- |
| 2008 | Mondiali juniores | Bydgoszcz      | 3000 m siepi | Batteria  | 8'57"85     |      |
| 2009 | Europei under 23  | Kaunas         | 3000 m siepi | 4º        | 8'42"69     |      |
| 2011 | Europei under 23  | Ostrava        | 3000 m siepi | Oro       | 8'35"35     |      |
| 2011 | Universiadi       | Shenzhen       | 3000 m siepi | 5º        | 8'44"44     |      |
| 2013 | Universiadi       | Kazan'         | 3000 m siepi | Argento   | 8'37"94     |      |
| 2013 | Mondiali          | Mosca          | 3000 m siepi | Batteria  | 8'32"63     |      |
| 2014 | Europei           | Zurigo         | 3000 m siepi | 4º        | 8'30"08     |      |
| 2015 | Mondiali          | Pechino        | 3000 m siepi | Batteria  | 8'50"20     |      |
| 2016 | Europei           | Amsterdam      | 3000 m siepi | 4º        | 8'31"93     |      |
| 2016 | Giochi olimpici   | Rio de Janeiro | 3000 m siepi | Batteria  | 8'28"44     |      |
| 2017 | Mondiali          | Londra         | 3000 m siepi | Batteria  | 8'51"57     |      |
| 2018 | Europei           | Berlino        | 3000 m siepi | 14º       | 8'46"76     |      |
| 2021 | Giochi olimpici   | Tokyo          | 3000 m siepi | Batteria  | 8'23"07     |      |
| 2022 | Mondiali          | Eugene         | 3000 m siepi | 14º       | 8'36"66     |      |
| 2022 | Europei           | Monaco         | 3000 m siepi | 6º        | 8'26"68     |      |